# Westliches Hochfeld
Das Westliche Hochfeld (norwegisch Vestre Høgskeidet) ist eine vergletscherte Hochebene im ostantarktischen Königin-Maud-Land. Im Westen des Wohlthatmassiv liegt es zwischen den zwei südlichen Gebirgskämmen des Alexander-von-Humboldt-Gebirges.
Benannt wurde es bei der Deutschen Antarktischen Expedition 1938/39 unter der Leitung des Polarforschers Alfred Ritscher.